# Heikki Hasu
Heikki Hasu   (Sippola, 21 de març de 1926 - 5 d'abril de 2025) va ser un esquiador de fons i de combinada nòrdica finlandès que va competir durant les dècades de 1940 i 1950.

## Biografia
El 1948 va prendre part en els Jocs Olímpics d'Hivern de Sankt Moritz, on guanyà la medalla d'or en la prova individual de la combinada nòrdica, mentre en la cursa dels 18 quilòmetres del programa d'esquí de fons fou quart. Quatre anys més tard, las Jocs d'hivern d'Oslo guanyà la medalla de plata en la prova individual de la combinada nòrdica i la d'or en la cursa dels 4 x 10 quilòmetres del programa d'esquí de fons. Formà equip amb Paavo Lonkila, Urpo Korhonen i Tapio Mäkelä. En la cursa dels 18 quilòmetres fou quart. En aquests segons Jocs d'hivern disputats fou l'encarregat de dur la bandera de Finlàndia en la cerimònia d'inauguració.
En el seu palmarès també destaquen una medalla d'or i una de plata al Campionat del Món d'esquí nòrdic de 1950. El 1953 guanyà la prova de la combinada nòrdica al festival d'esquí de Holmenkollen. El 1952 fou el primer finlandès en guanyar la medalla Holmenkollen. El 1948 i 1950 fou escollit esportista de l'any de Finlàndia.
Hasu era pagès. Entre 1962 i 1970 fou diputat al Parlament de Finlàndia com a membre del Partit del Centre.